# Ce qui nous lie
Pour plus de détails, voir Fiche technique et Distribution.
Ce qui nous lie est un film français co-écrit et réalisé par Cédric Klapisch, sorti en 2017.

## Synopsis
Jean a quitté le vignoble familial en Bourgogne pour faire un tour du monde et s'est installé en Australie où il produit son propre vin. Il revient en France au bout de dix ans, un peu à contre-cœur et à l'improviste, parce que son père est très malade. Il retrouve sa sœur cadette Juliette et son petit frère Jérémie qui a fondé une famille. Leur père meurt quelques jours après, et la fratrie doit faire face simultanément aux problèmes posés par la succession du domaine et aux premières vendanges, sans les décisions éclairées de leur père.

## Fiche technique
- Titre original : Ce qui nous lie
- Titre québécois : Retour en Bourgogne
- Titre international : Back to Burgundy (litt. « De retour en Bourgogne »)
- Titres de travail : Le Vin / 30 printemps / Le Vin et le Vent / Ce qui nous noue
- Réalisation : Cédric Klapisch
- Scénario : Cédric Klapisch et Santiago Amigorena
- Collaboration : Jean-Marc Roulot (vigneron)
- Montage : Anne-Sophie Bion
- Direction artistique : Valérie Rozanes
- Photographie : Alexis Kavyrchine
- Son : Cyril Moisson
- Décors : Marie Cheminal
- Costumes : Anne Schotte
- Musique : Loïk Dury et Christophe Minck
  - Chanson Ce qui nous lie : Cédric Klapisch et Camélia Jordana
- Supervision musicale : Éric Michon
- Production : Cédric Klapisch et Bruno Levy
- Sociétés de production : Ce qui me meut, en coproduction avec France 2 Cinéma et Studiocanal
- Société de distribution : Studiocanal (France et ventes internationales)
- Pays de production :  France
- Langues originales : français, anglais et espagnol
- Genre : comédie dramatique
- Durée : 113 minutes
- Budget : 7 870 000 euros[1]
- Format : couleur - 2.35:1 - DCP
- Dates de sortie :
  - France : 16 mai 2017 (première à Clermont-Ferrand) ; 14 juin 2017 (sortie nationale)
  - Australie : 10 juin 2017 (Festival de Sydney) ; 26 juin 2018 (sortie nationale)
  - Belgique : 28 juin 2017
  - Québec : 29 septembre 2017

## Distribution
- Pio Marmaï : Jean, l'aîné

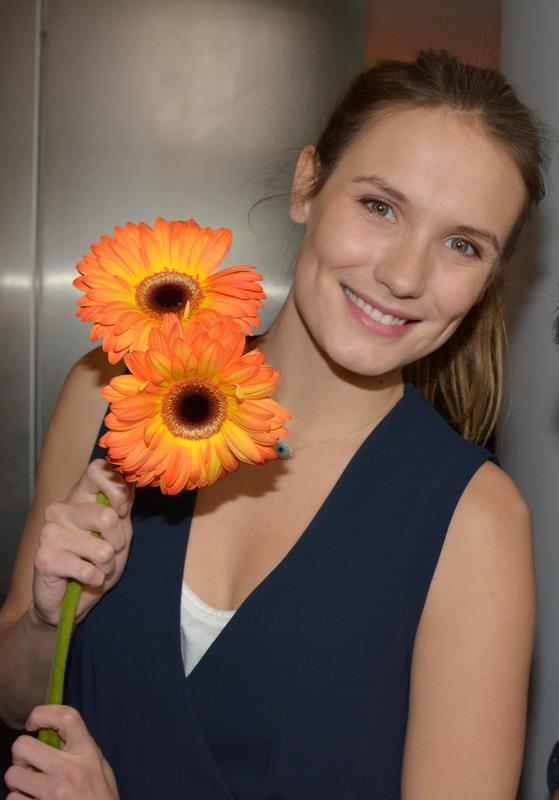
L'actrice principale Ana Girardot, en 2016.

- Ana Girardot : Juliette, la cadette
- François Civil : Jérémie, le benjamin
- Jean-Marc Roulot : Marcel, le maître de chai, vigneron et acteur[2]
- Yamée Couture : Océane, la femme de Jérémie
- María Valverde : Alicia, la femme de Jean
- Éric Caravaca : le père
- Sarah Grappin : la mère
- Florence Pernel : Chantal, la mère d'Océane
- Jean-Marie Winling : Anselme, le père d'Océane
- Karidja Touré : Lina, la vendangeuse bretonne
- Tewfik Jallab : Marouan, le vendangeur grande gueule
- Éric Bougnon : Gérard
- Cédric Klapisch (caméo) :  un vendangeur (en casquette, à côté de Marouan, début de 2e saison)
- Bruno Raffaelli : le notaire
- Marina Tomé : la clerc de notaire

## Production
Le film est annoncé à l'été 2015.
Le film a eu plusieurs titres de travail successifs : Le Vin, puis 30 printemps, puis Le Vin et le Vent, et enfin Ce qui nous noue en postproduction, ce dernier en référence à Ce qui me meut, le court métrage que Cédric Klapisch avait réalisé en 1989.
Ce douzième long métrage de Cédric Klapisch est le premier dans lequel l'acteur Zinedine Soualem n'apparaît pas.
Le tournage a lieu de septembre 2015 au printemps 2016 en Côte-d'Or (Bourgogne) : Meursault, Chassagne-Montrachet (Domaine des Ducs de Magenta), Puligny-Montrachet et Beaune.
Cédric Klapisch compose avec Camélia Jordana Ce qui nous lie, chanson originale du film qu'elle interprète pour sa bande originale.

## Accueil

### Accueil critique
Le film reçoit un accueil critique globalement favorable de la presse, avec une note moyenne de 3,4/5 basée sur 31 critiques sur le site Allociné.
Parmi les critiques les plus enthousiastes, Corinne Renou-Nativel du quotidien La Croix estime que le film « fourmille de scènes hilarantes, délicieux contrepoints à la mélancolie d’une enfance qui s’enfuit ». Thierry Cheze du magazine Studio Ciné Live pense que Cédric Klapisch a réalisé « son premier film d'homme mûr qui regarde la jeunesse avec distance sans nostalgie facile mais avec une empathie généreuse pour ses comédiens et ses personnages qui file le frisson ». Olivier de Bruyn dans Marianne qualifie le film d'« émouvant, profond et (parfois) cocasse ».
Dans les critiques négatives, Julien Gester de Libération trouve que la « mise en scène capte à peu près tout à l’identique, avec la même tendresse mollassonne ». Eric Neuhoff du Figaro, analyse les défauts du film : « La voix off souligne l'action de phrases pompeuses. Les retours en arrière, les ralentis désolent par leur balourdise. On voit même le personnage principal dialoguer avec lui-même en culottes courtes. Aïe. Sinon, l'histoire se déroule sans accroc, sans surprise non plus. »

### Box-office
| Pays ou région | Box-office      | Date d'arrêt du box-office | Nombre de semaines |
| -------------- | --------------- | -------------------------- | ------------------ |
| France         | 717 198 entrées | 26 juillet 2017            | 6                  |